# Kaja Norbye
 Kaja Norbye, née le 19 mai 1999 à Oslo, est une  skieuse alpine norvégienne.

## Biographie
En mars 2018, elle devient Championne de Norvège en slalom à Hafjell.
En 2019 à Val di Fassa, elle est vice-championne du monde junior du combiné et elle prend la 3e place du slalom géant. Cette même année, elle prend la 3e place du classement général de la Coupe d'Europe, et elle remporte la Coupe d'Europe de slalom géant.
En 2020 à Narvik elle prend à nouveau la 3e place du slalom géant des championnats du monde juniors.
A partir de fin 2021, elle ne court que sur le continent nord-américain.

## Palmarès

### Coupe du monde
- Meilleur classement général : 80e en 2019-2020 avec 38 points
- Meilleur classement de slalom géant : 36e en 2019-2020 avec 21 points
- Meilleur classement de slalom : 45e en 2019-2020 avec 11 points
- Meilleur classement de slalom parallèle : 39e en 2019-2020 avec 6 points

- Meilleur résultat sur une épreuve de Coupe du monde de slalom géant : 19e à Sestrière le 18 janvier 2020
- Meilleur résultat sur une épreuve de Coupe du monde de slalom : 20e à Flachau le 12 janvier 2021
- Meilleur résultat sur une épreuve de Coupe du monde de slalom géant parallèle : 25e à Sestrière le 19 janvier 2020

- 25 courses disputées en Coupe du monde (à fin mars 2021)

#### Classements
| Saison / Épreuve | Saison / Épreuve | Général | Général | Descente | Descente | Super G | Super G | Slalom géant | Slalom géant | Slalom | Slalom | Combiné | Combiné | Parallèle | Parallèle |
| ---------------- | ---------------- | ------- | ------- | -------- | -------- | ------- | ------- | ------------ | ------------ | ------ | ------ | ------- | ------- | --------- | --------- |
| Saison / Épreuve | Saison / Épreuve | Class.  | Points  | Class.   | Points   | Class.  | Points  | Class.       | Points       | Class. | Points | Class.  | Points  | Class.    | Points    |
| 2019             | 2019             | 117e    | 9       | -        | -        | -       | -       | 48e          | 9            | -      | -      | -       | -       | -         | -         |
| 2020             | 2020             | 80e     | 38      | -        | -        | -       | -       | 36e          | 21           | 45e    | 11     | -       | -       | 39e       | 6         |
| 2021             | 2021             | 89e     | 27      | -        | -        | -       | -       | 44e          | 16           | 46e    | 11     | -       | -       | -         | -         |

### Championnats du monde juniors
| Épreuve / Édition          | Descente | Super G | Slalom géant | Slalom | Combiné | Team event |
| Mondiaux 2018 Davos        | 30e      | Abandon | 29e          | 8e     | 7e      | -          |
| Mondiaux 2019 Val di Fassa | -        | 19e     | Bronze       | 11e    | Argent  | -          |
| Mondiaux 2020 Narvik       | -        | -       | Bronze       | annulé | -       | annulée    |

### Coupe d'Europe
5 podiums dont 1 victoire

#### Classements
| Saison / Épreuve | Saison / Épreuve | Général | Général | Descente | Descente | Super G | Super G | Slalom géant | Slalom géant | Slalom | Slalom | Combiné | Combiné |
| ---------------- | ---------------- | ------- | ------- | -------- | -------- | ------- | ------- | ------------ | ------------ | ------ | ------ | ------- | ------- |
| Saison / Épreuve | Saison / Épreuve | Class.  | Points  | Class.   | Points   | Class.  | Points  | Class.       | Points       | Class. | Points | Class.  | Points  |
| 2019             | 2019             | 3e      | 639     | -        | -        | 56e     | 3       | 1re          | 401          | 11e    | 209    | 19e     | 26      |
| 2020             | 2020             | 32e     | 192     | -        | -        | -       | -       | 15e          | 118          | 27e    | 74     | -       | -       |
| 2021             | 2021             | 18e     | 277     | -        | -        | -       | -       | 6e           | 277          | -      | -      | -       | -       |